# Estación Sacharovlaan
Sacharovlaan es una parada de tranvía dentro de la ciudad de Amstelveen, Países Bajos. La parada da servicio a la línea de Tranvía 25. La línea 25, denominada Amsteltram antes de recibir su número de línea, se inauguró oficialmente el 13 de diciembre de 2020, extraoficialmente 4 días antes, el 9 de diciembre.
Sacharovlaan fue anteriormente una parada de la línea 51 del metro, un servicio híbrido de metro/sneltram (tren ligero), que se abrió a Sacharovlaan y Westwijk en 2004. Como un metro, el sneltram usaba plataformas de alto nivel. servicio de metro al sur de la estación Amsterdam Zuid se cerró en 2019 para reconstruir estaciones para plataformas inferiores a fin de acomodar los nuevos tranvías de piso bajo para la línea 25. La parada recibe su nombre de Sacharovlaan, que a su vez lleva el nombre de Andréi Sájarov.
En los planes para la renovada línea Amstelveen, que se completó en 2020 y cuyas obras comenzaron en la primavera de 2019, se ha mantenido la parada Sacharovlaan, pero se ha rebajado su altura para acomodar los nuevos tranvías de piso bajo para la línea 25.